# إشتوب-إيلوم
إشتوب-إيلوم، المعروف أيضًا باسم إشتوب-إل (𒅖𒁾𒀭، إش-دوب-إيلوم، حوالي 2147-2136 قبل الميلاد) كان حاكمًا لمدينة ماري، وأحد الحكام العسكريين المعروفين باسم شكاناكو في شمال بلاد ما بين النهرين، بعد سقوط الإمبراطورية الأكادية. من المحتمل أنه كان معاصرا للأسرة الثانية في لجش، في حوالي زمن جوديا. كان ابنًا لإشما داغان وشقيقًا لنور مير، وكلاهما شكاناكوس ماري قبله، ووفقًا لقوائم السلالات، فقد حكم بعدهما لمدة 11 عامًا.
وهو معروف من خلال النقوش التي تذكر بناء معبد، وكذلك من خلال تمثال ضخم تم اكتشافه في ماري.

## تمثال إشتوب-إيلوم
اكتشف فريق أندريه بارو التمثال في 14 مارس 1936 في سوريا. يتمتع التمثال بتصميم بسيط وخشن إلى حد ما، وهي سمة إقليمية خلال تلك الفترة، وهو أقل تطوراً بشكل كبير من تماثيل خلفائه، مثل بوزور عشتار. التمثال موجود الآن في متحف حلب الوطني في سوريا.

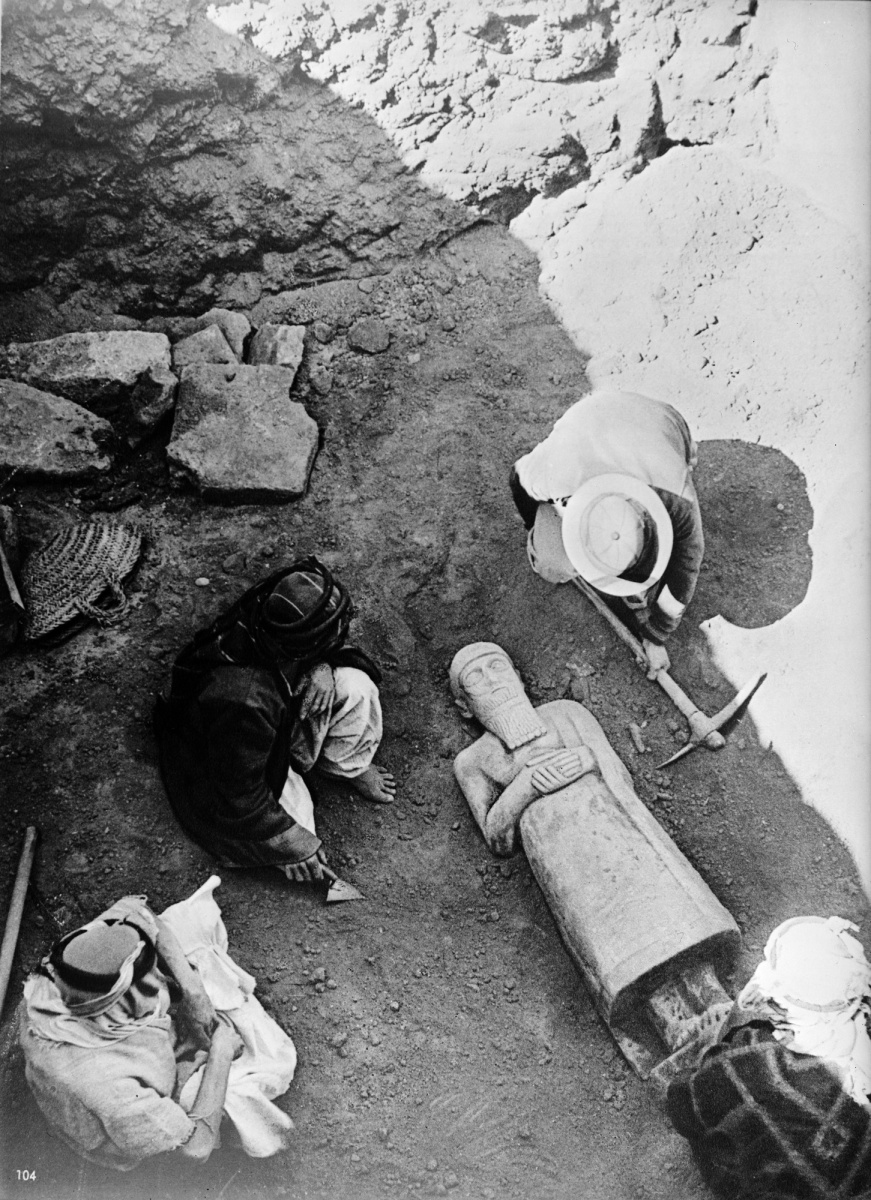
حفريات إشتوب-إيلوم في ماري، سوريا عام 1936، تحت الفجر أندريه بارو
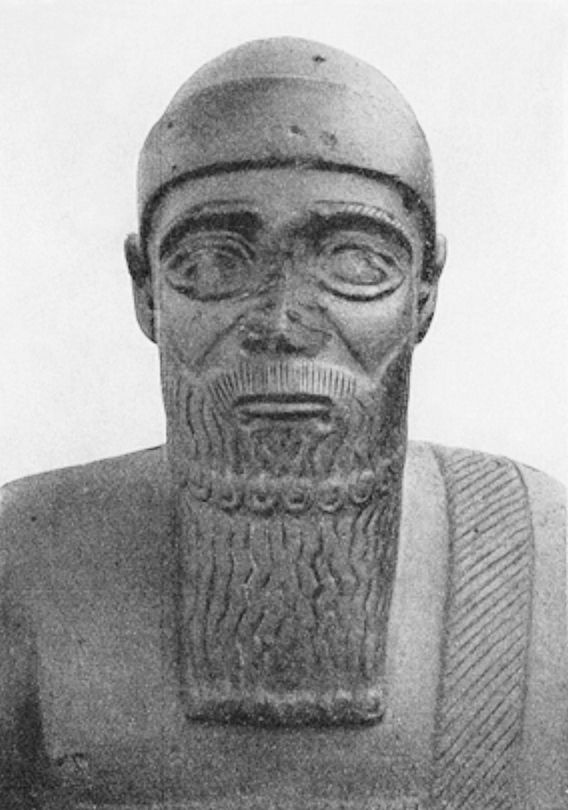
تمثال إشتوب-إيلوم (الرأس)
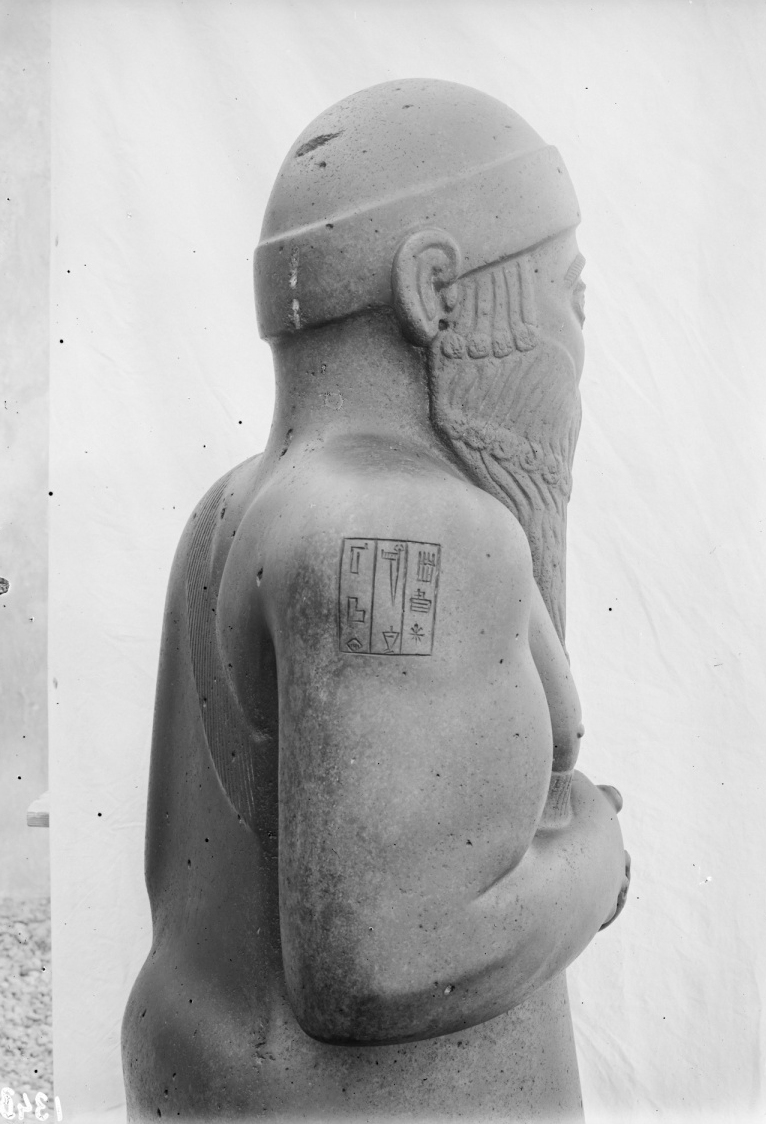
تمثال إشتوب-إيلوم (الخلف، مع نقش)
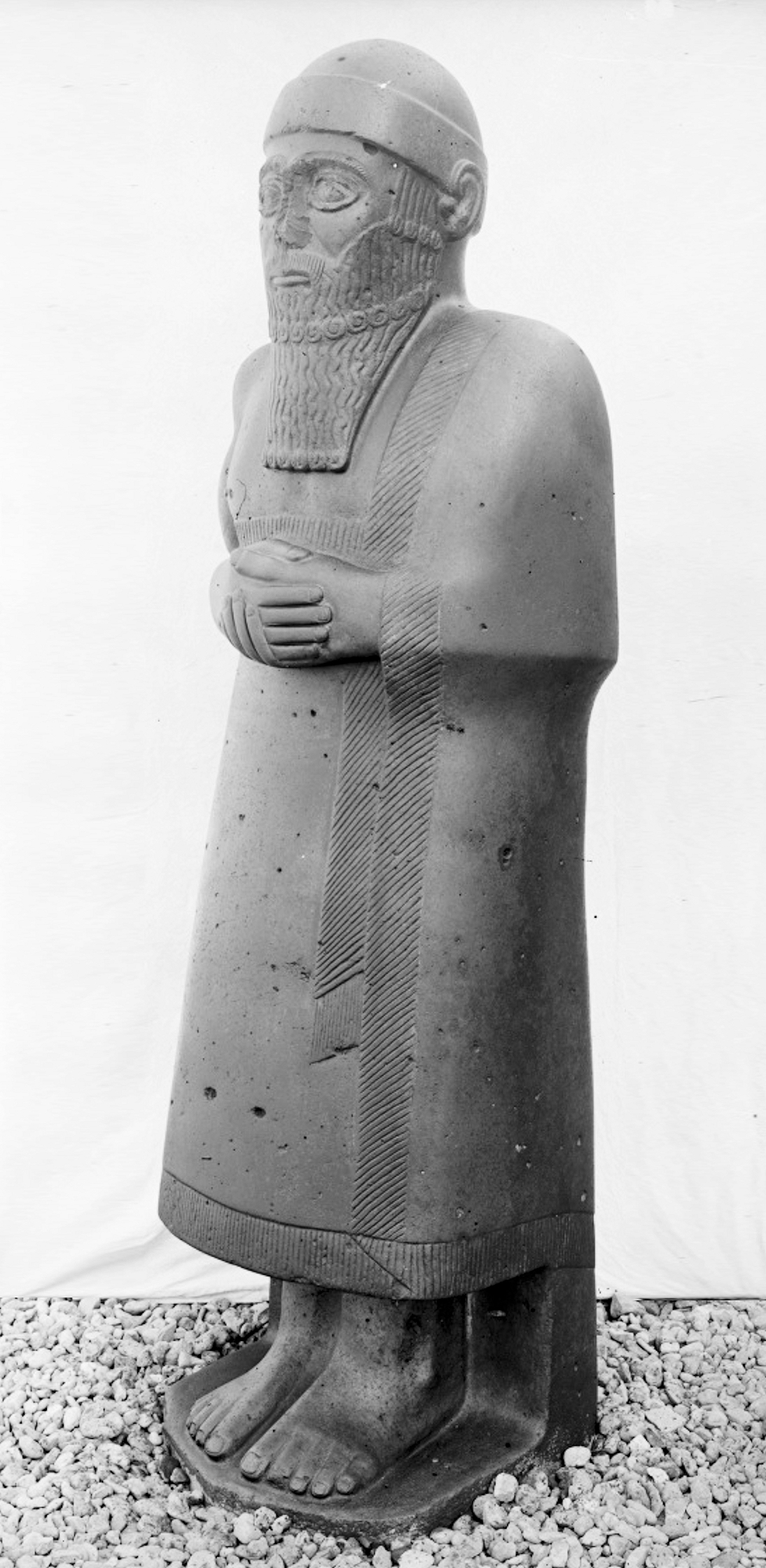
تمثال إشتوب-إيلوم (ثلاثة أباع)
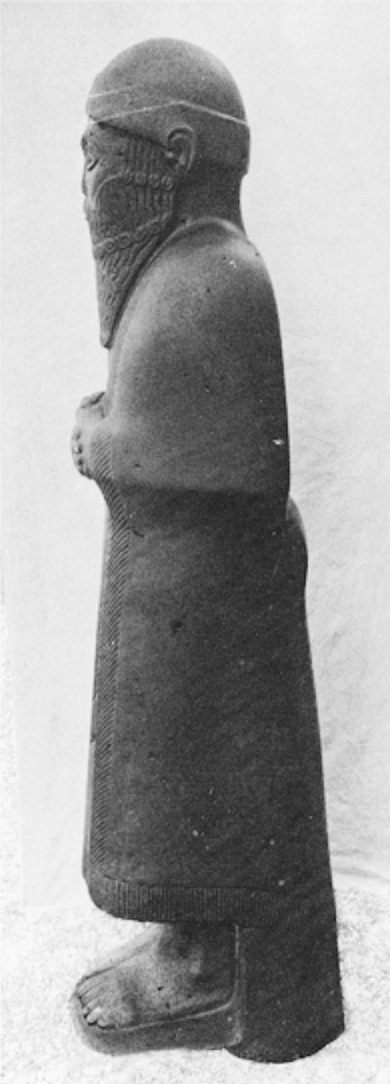
تمثال إشتوب-إيلوم (الجانب)
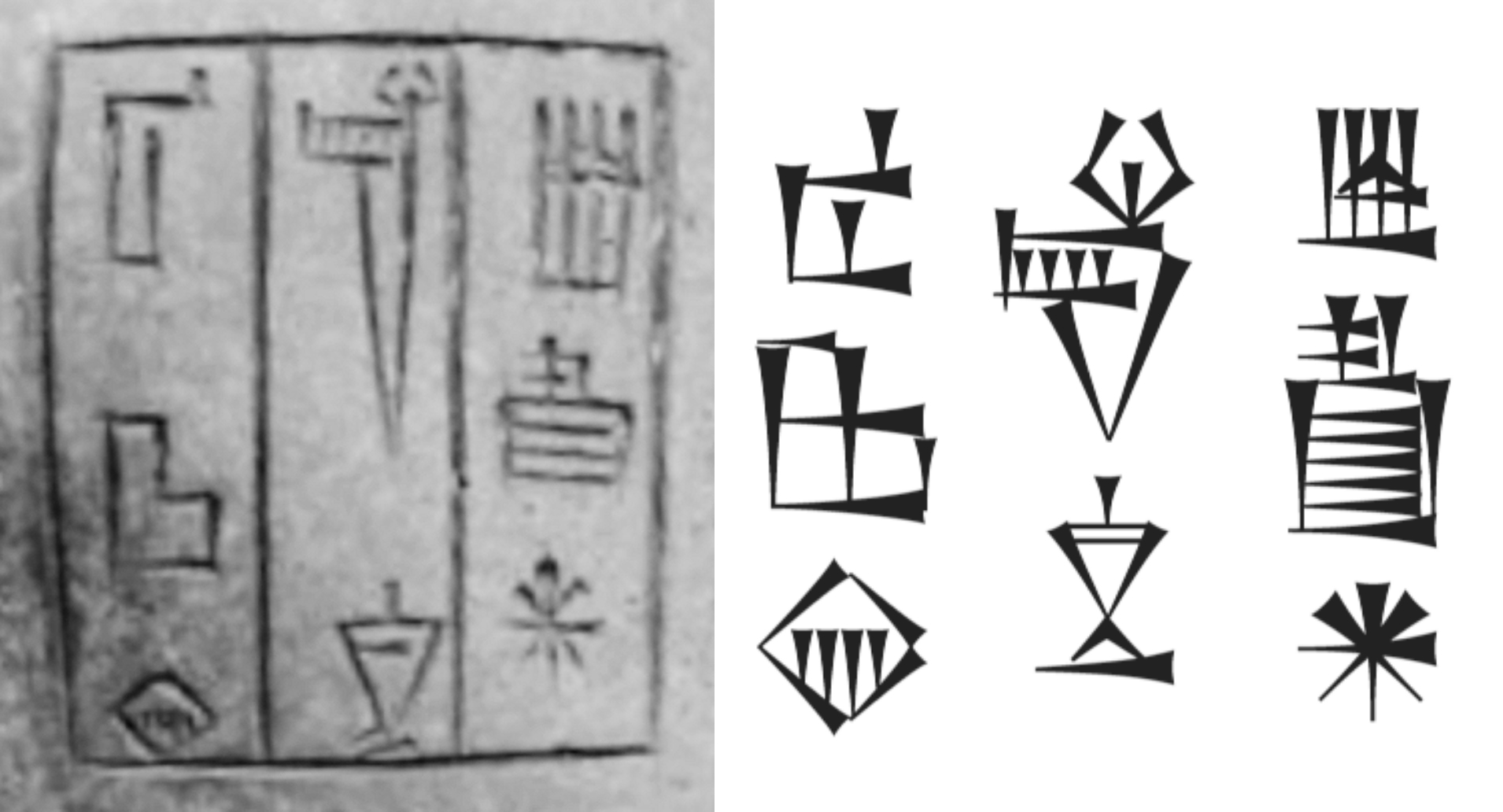
نقش إيشتوب-إيلوم سكري على التمثال: "إيشتوب-إيلوم، شاكاناكو ماري" (𒅖𒁾𒀭 𒄊𒀴 𒈠𒌷𒆠 إيشتوب-إيلوم شاكاناكو ماري-كي)

## أقراص التفاني
كما يُعرف إشتوب إيلوم أيضًا من خلال لوح إهداء لـ "معبد ملك البلاد" (إما داجان أو إنليل).

وهذا يعني أن إشتوب إيلوم كان هو باني "معبد ملك البلاد" هذا، والذي اكتُشِفت فيه تماثيل نحاسية جميلة لأسود حارسة، "اسود ماري"، ربما تم تركيبها لاحقاً أثناء إعادة بناء المعبد في أوائل الألفية الثانية قبل الميلاد. تم التنقيب في المعبد في عام 1938 بواسطة أندريه بارو. 

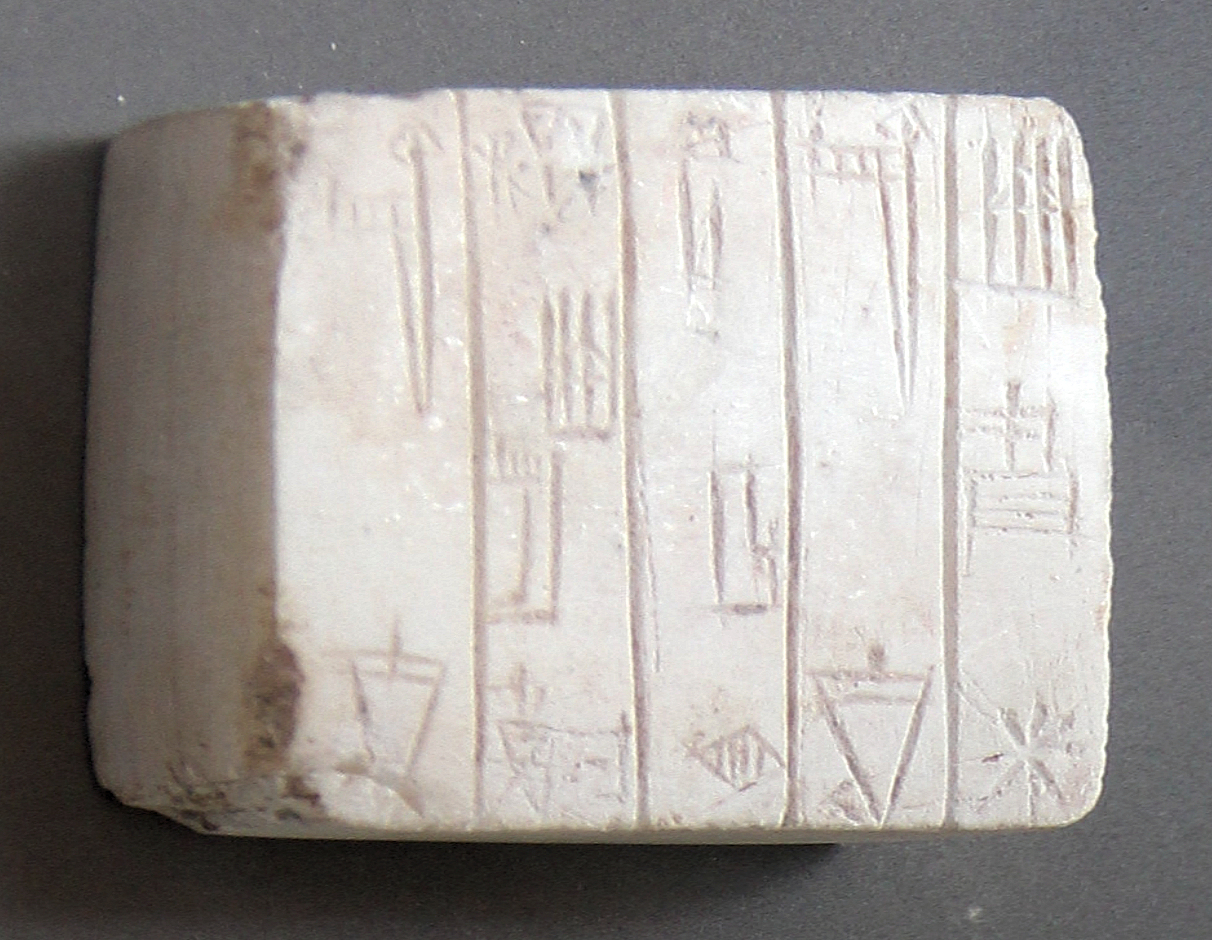
قرص إيشتوب-إيلوم. وجه العملة: "إيشتوب-إيلوم شاكاناكو من ماري، ابن إشما-داغان، شاكاناكو". العكس (مخفي عن الأنظار): "لماري، معبد ملك البلاد الذي بناه". متحف اللوفر AO 19823
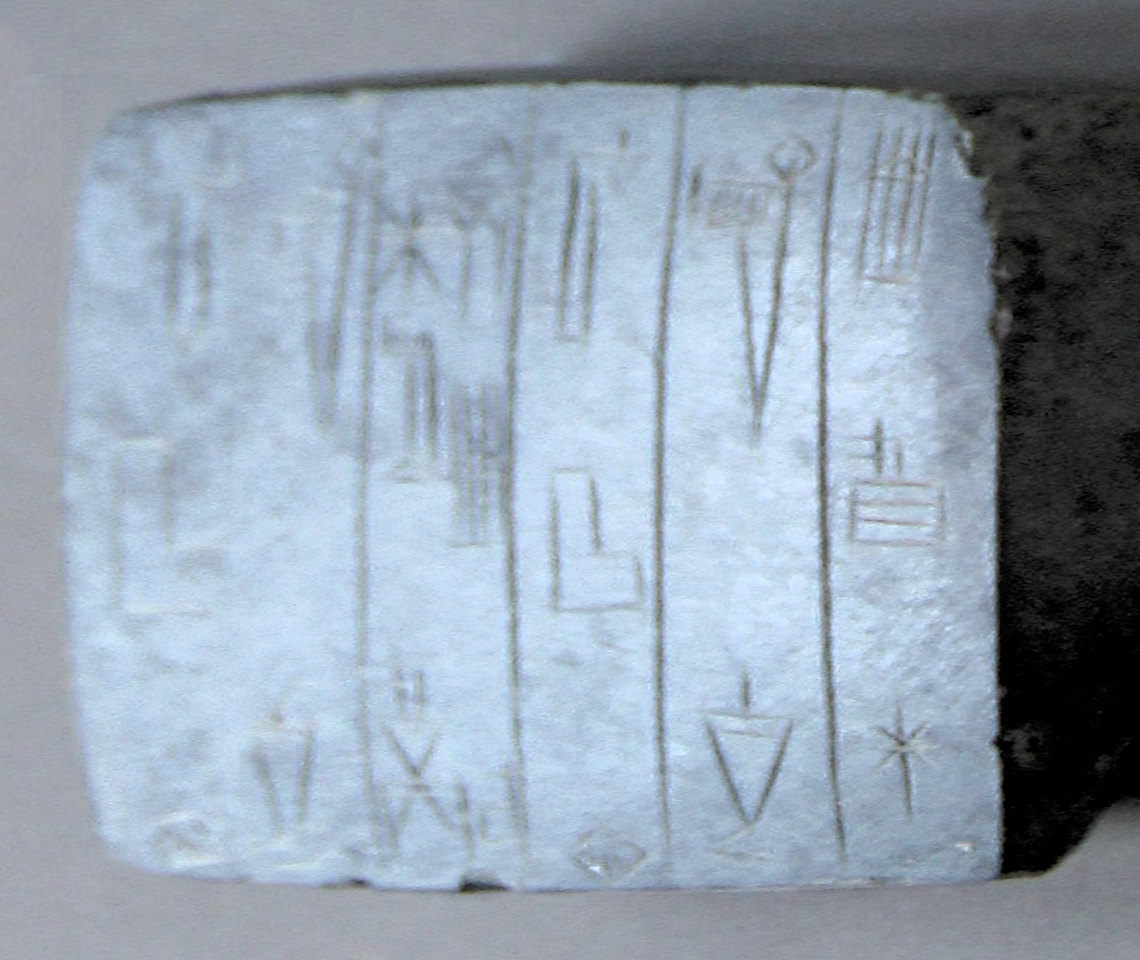
قرص آخر من Ishtup-Ilum. وجه العملة: "إيشتوب-إيلوم شاكاناكو من ماري، ابن إشما-داغان، شكاناكو من ماري". متحف اللوفر
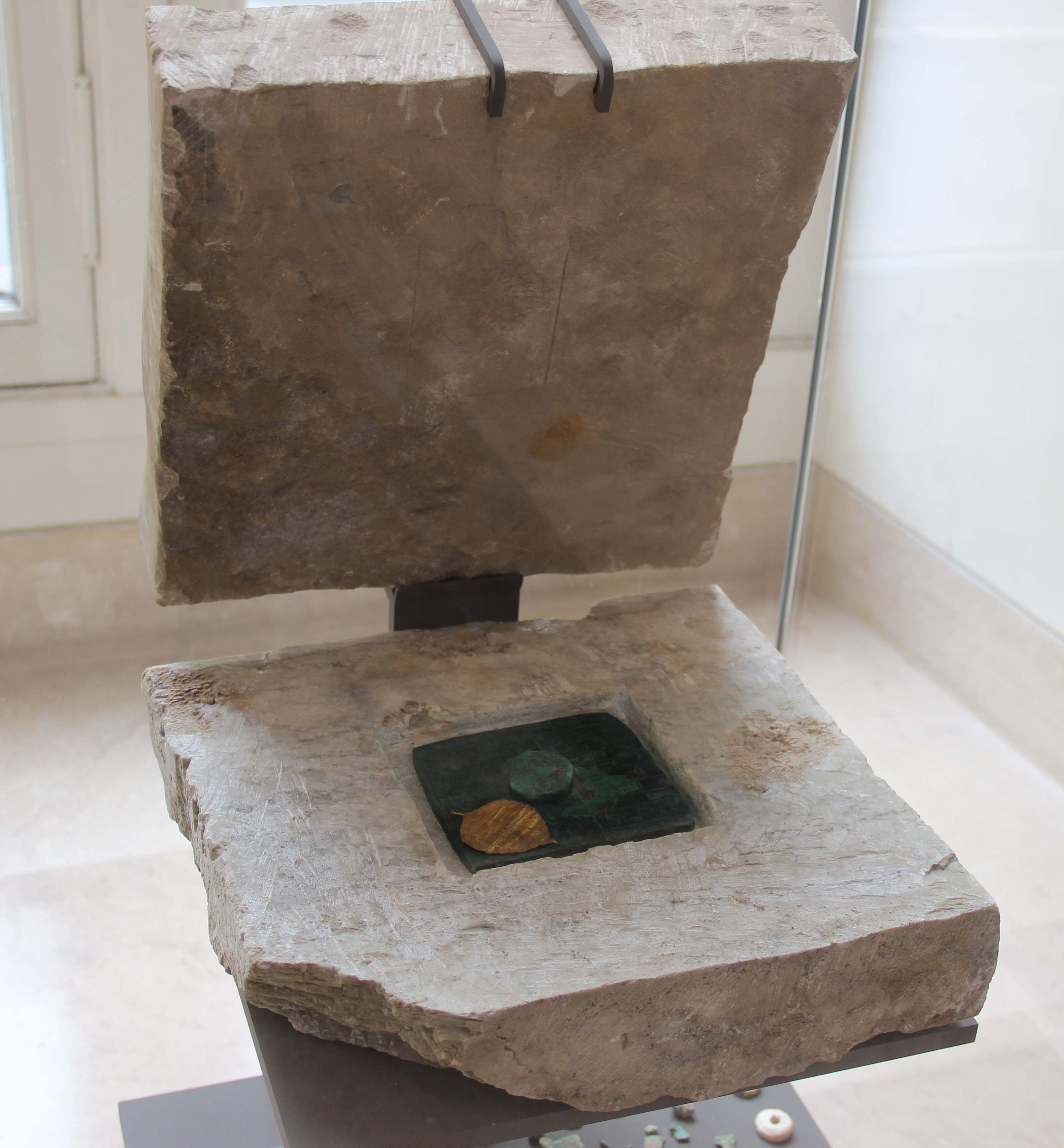
وديعة إشتوب-إيلوم الخاصة بـ"معبد الأسود"، ماري مع لوح إهداء لإشتوب-إيلوم. متحف اللوفر AO 19827
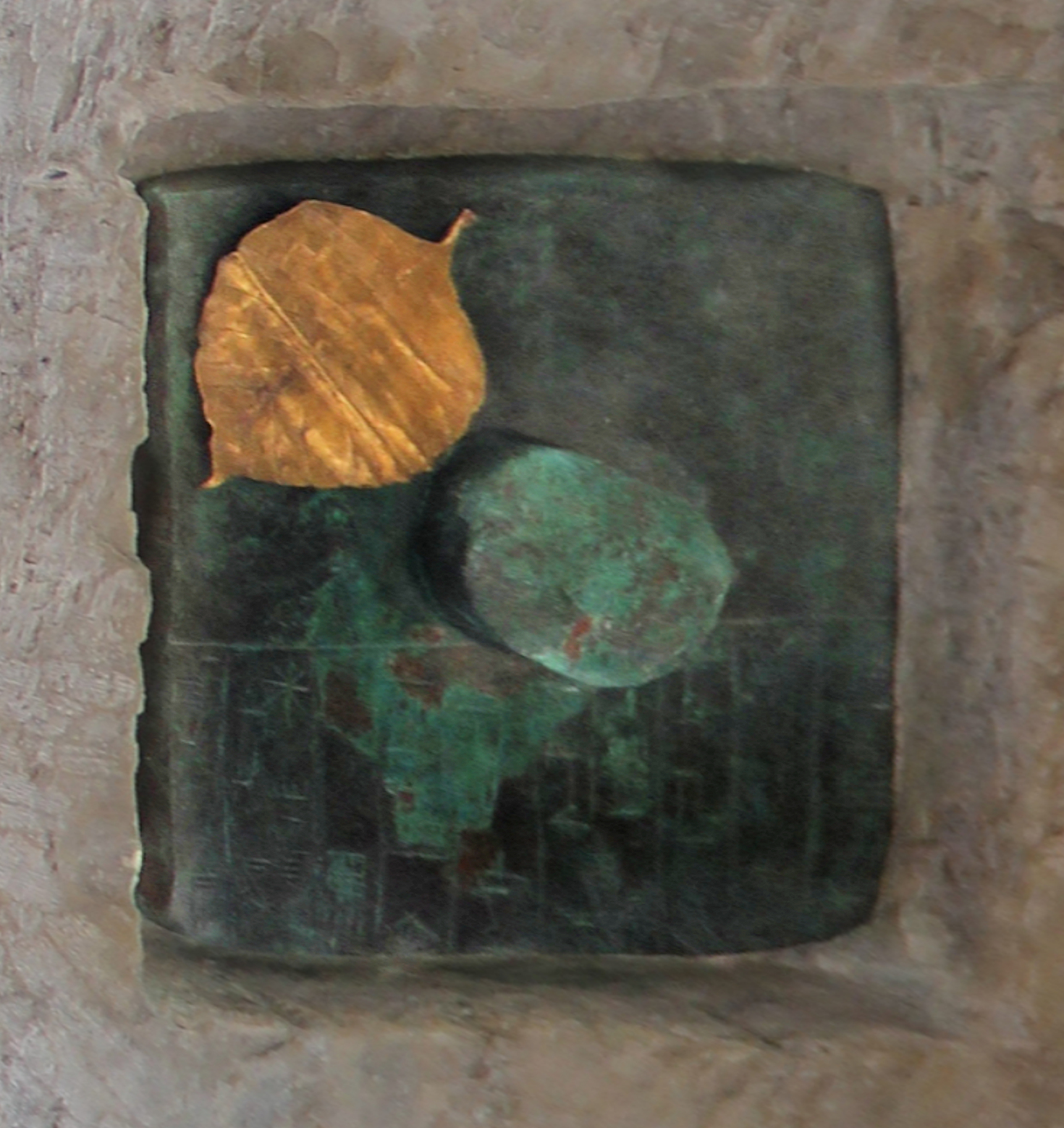
مستودع Ishtup-Ilum لمعبد الأسود، ماري. نقش على اللوح: "إيشتوب-إيلوم شاكاناكو من ماري، ابن إشما-داغان، شكاناكو من ماري، معبد ملك البلاد الذي بناه". متحف اللوفر AO 19827
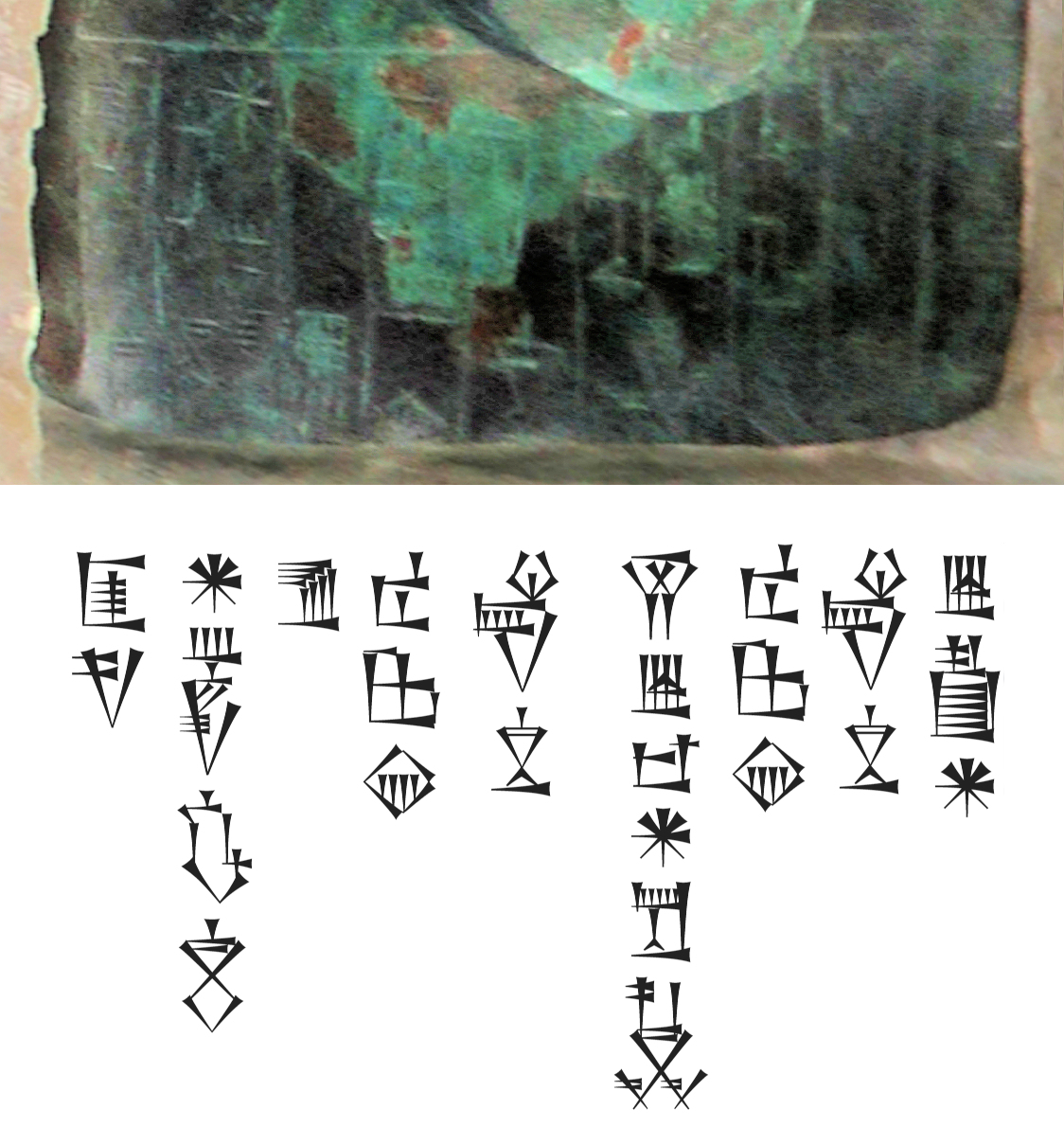
مستودع Ishtup-Ilum لمعبد الأسود، ماري. نقش على اللوح: "إيشتوب-إيلوم شاكاناكو من ماري، ابن إشما-داغان، شكاناكو من ماري، معبد ملك البلاد الذي بناه". متحف اللوفر AO 19827

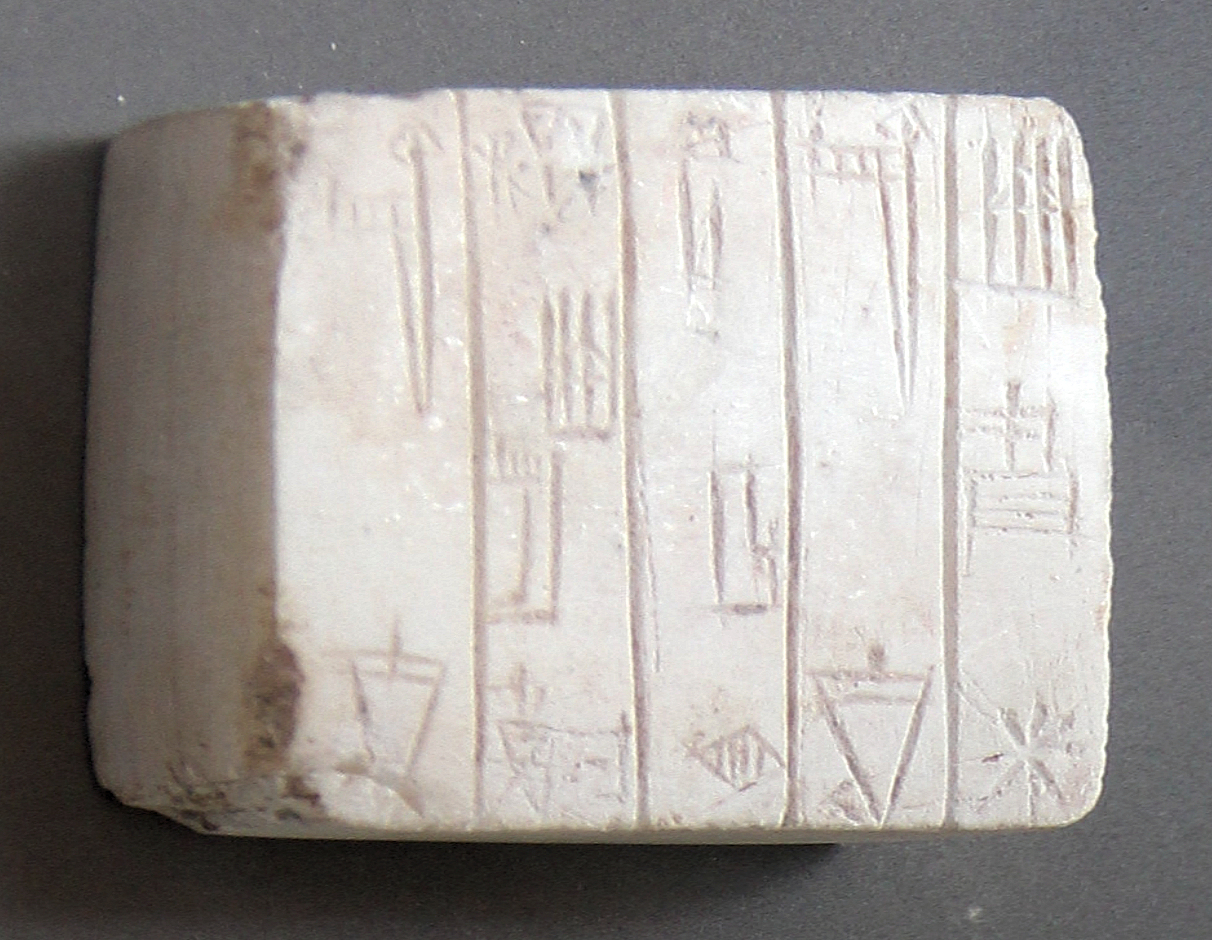
قرص إيشتوب-إيلوم. وجه العملة: "إيشتوب-إيلوم شاكاناكو من ماري، ابن إشما-داغان، شاكاناكو". العكس (مخفي عن الأنظار): "لماري، معبد ملك البلاد الذي بناه". متحف اللوفر AO 19823
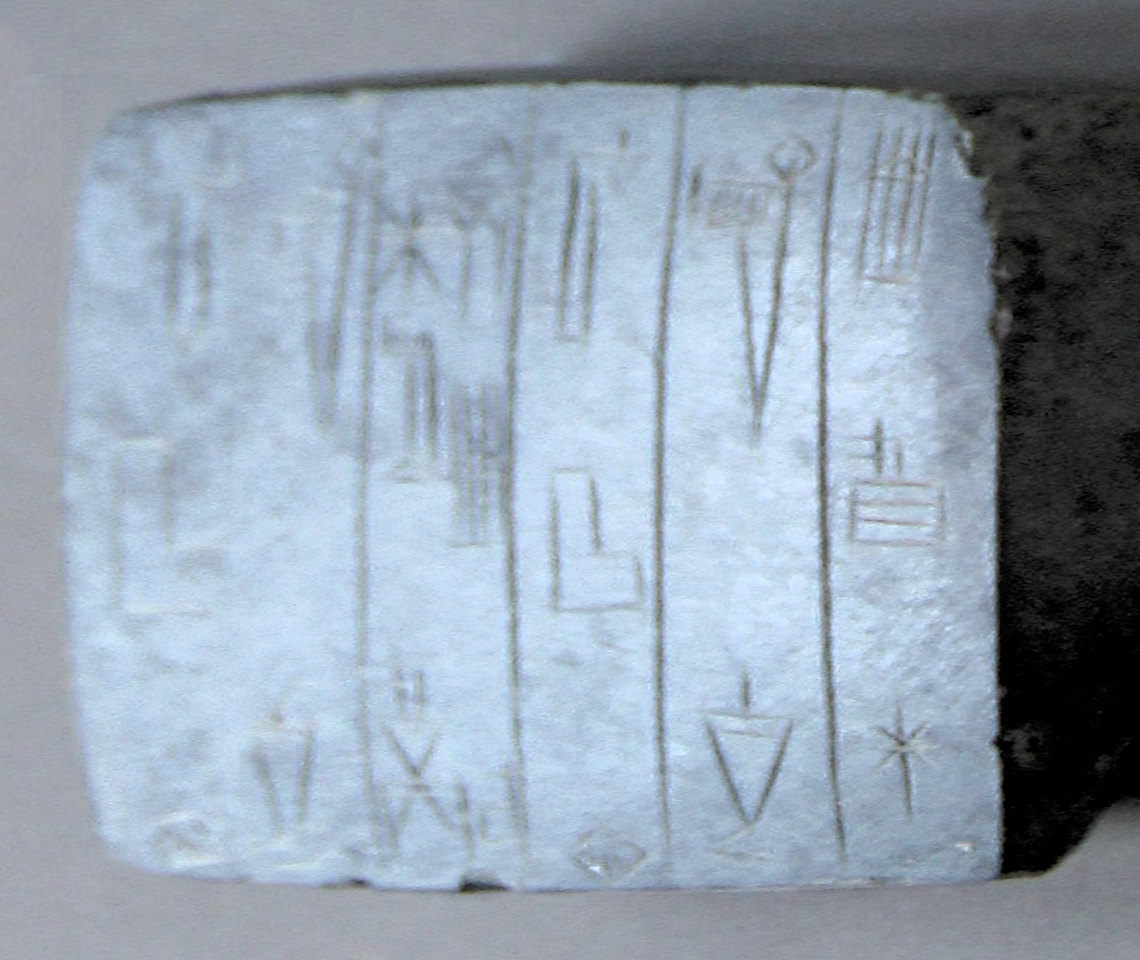
قرص آخر من Ishtup-Ilum. وجه العملة: "إيشتوب-إيلوم شاكاناكو من ماري، ابن إشما-داغان، شكاناكو من ماري". متحف اللوفر
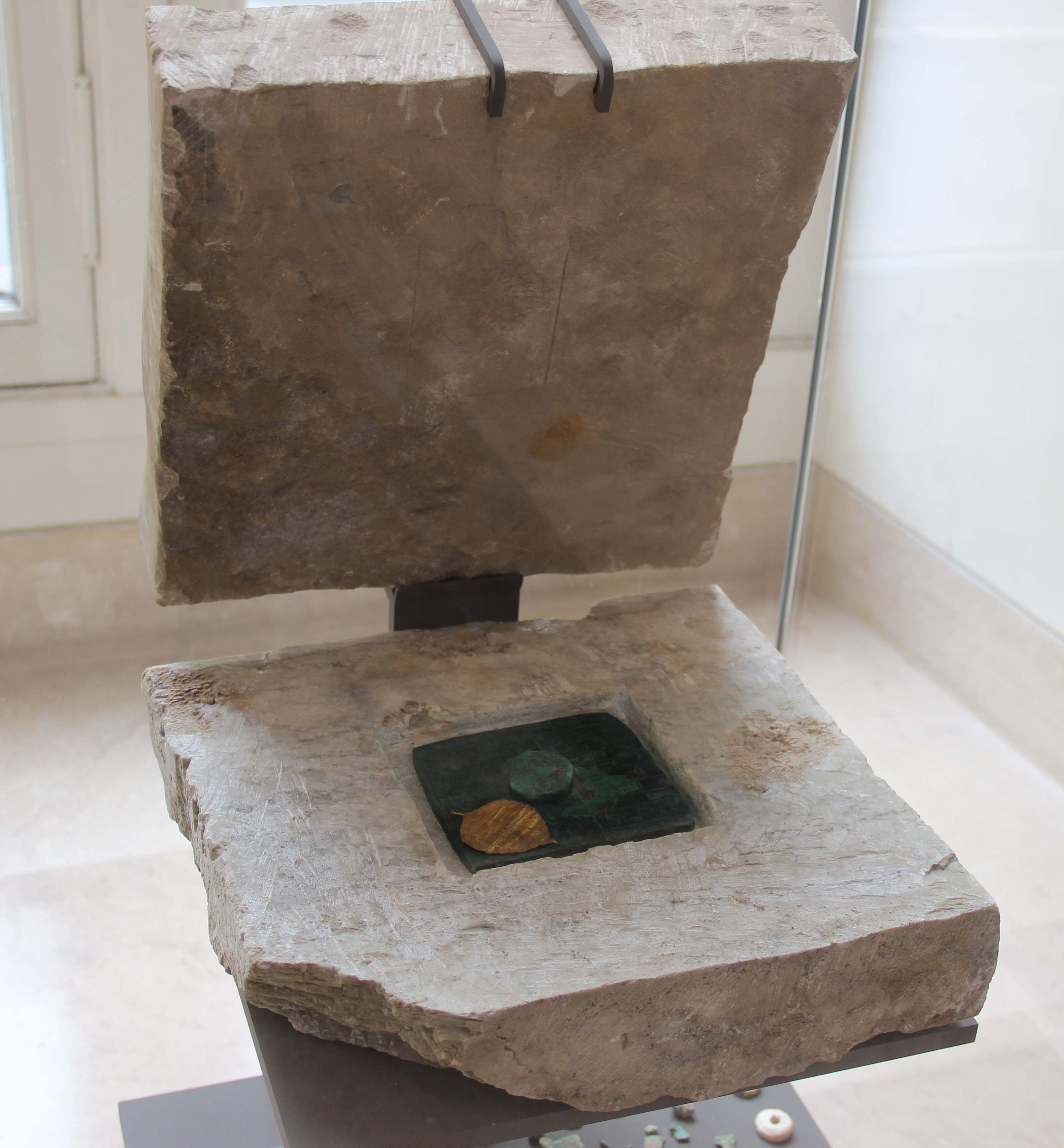
وديعة إشتوب-إيلوم الخاصة بـ"معبد الأسود"، ماري مع لوح إهداء لإشتوب-إيلوم.بناه". متحف اللوفر AO 19827
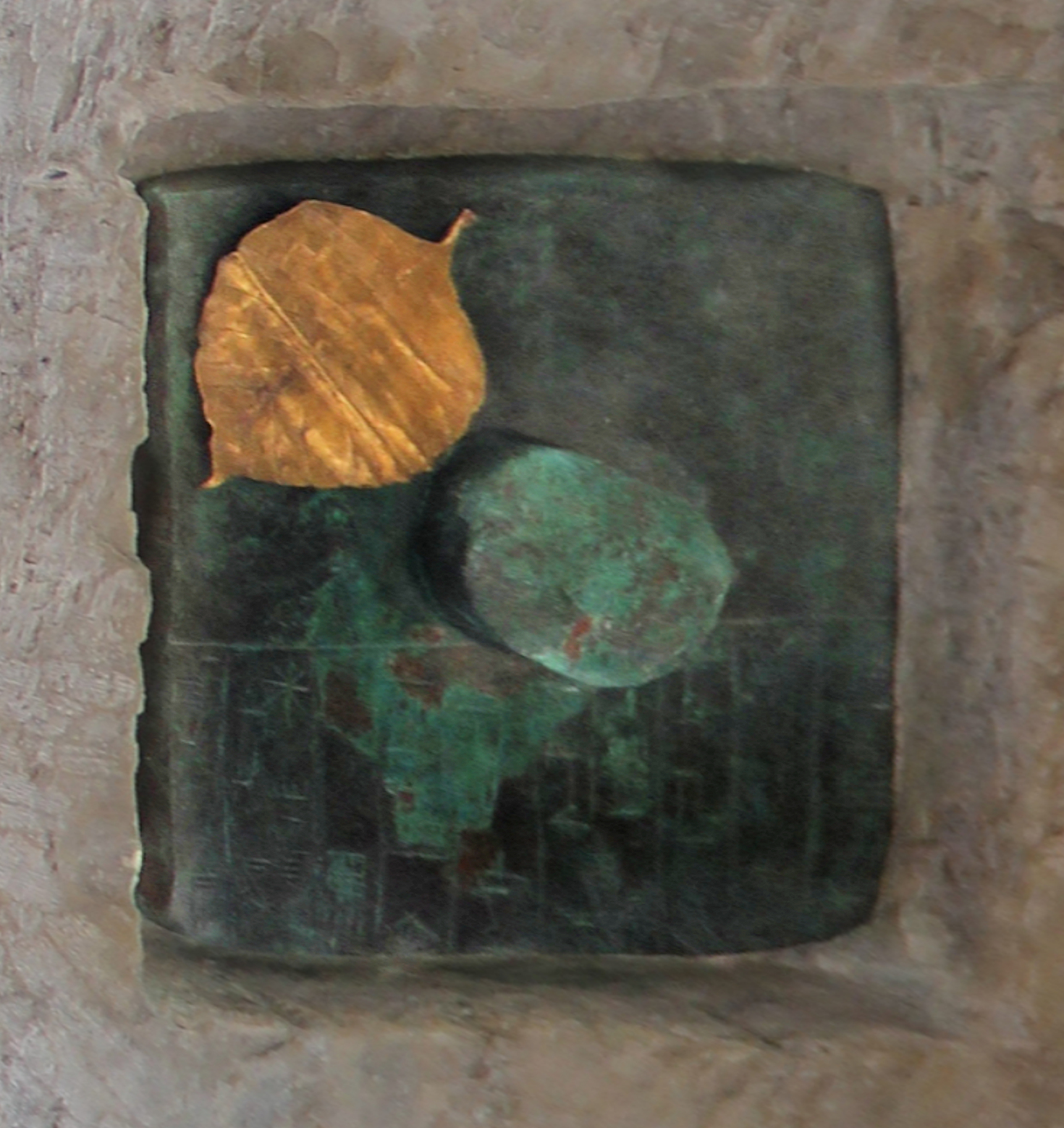
وديعة إشتوب-إيلوم لمعبد الأسود في ماري. نقش على اللوح: "إشتوب-إيلوم شكاناكو ماري، ابن إشما-داغان، شكاناكو ماري، معبد ملك البلاد الذي بناه". متحف اللوفر AO 19827
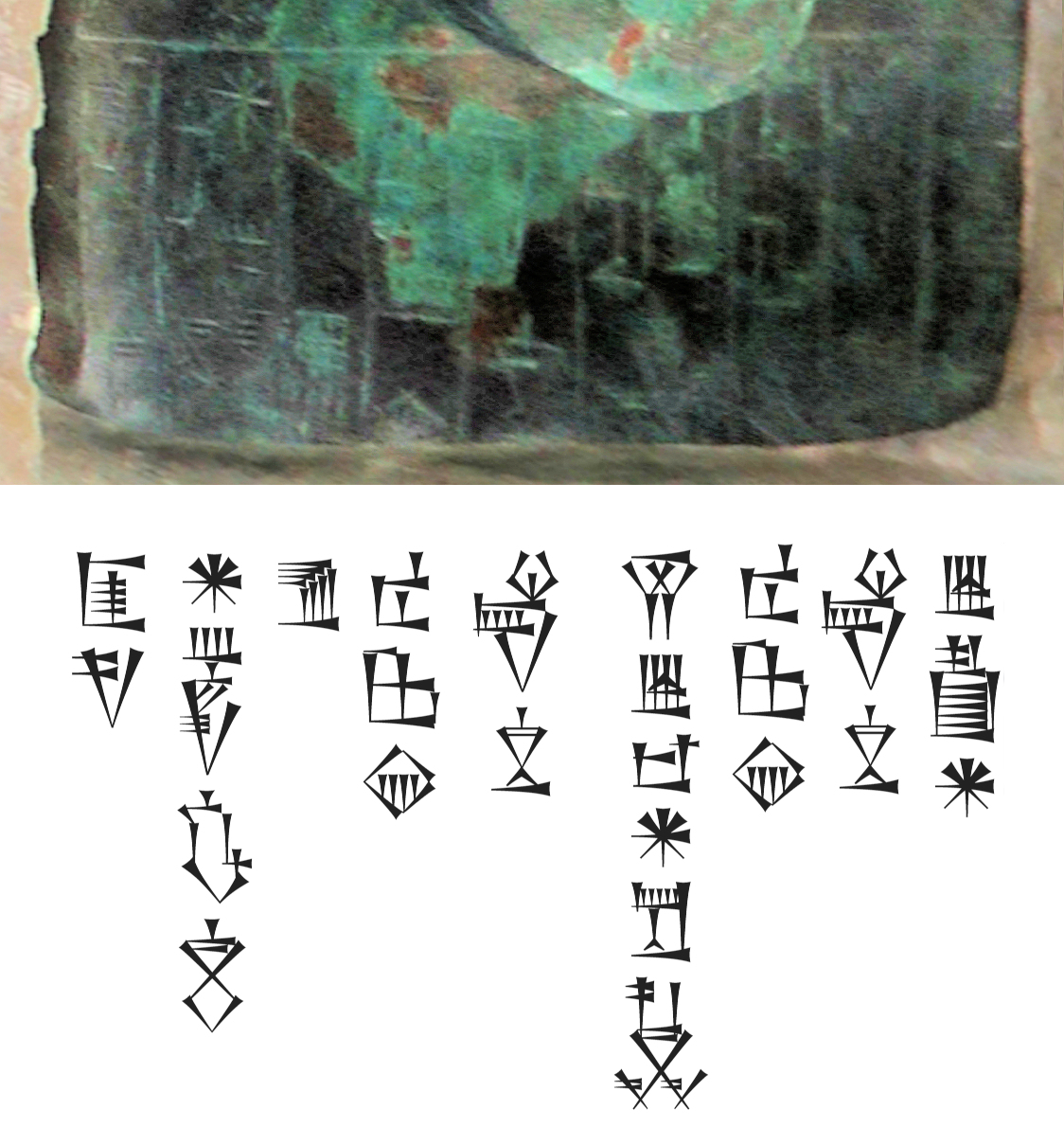
وديعة إشتوب-إيلوم لمعبد الأسود في ماري. نقش على اللوح: "إشتوب-إيلوم شكاناكو ماري، ابن إشما-داغان، شكاناكو ماري، معبد ملك البلاد الذي بناه". متحف اللوفر AO 19827